# 古墓奇兵：不死傳奇
《古墓奇兵：不死傳奇》是古墓丽影系列的第七套作品，也是首套改由美國晶體動力小組開發的作品，以及由Eidos Interactive發行。PlayStation 2、Microsoft Windows、Xbox及Xbox 360版本的遊戲分別於2006年4月7日及4月11日起在歐洲及北美地區發售，至6月20日於北美推出PlayStation Portable版本，任天堂的Game Boy Advance、GameCube及任天堂DS版本也於同年11月推出。
後續作品為《古墓丽影：地下世界》，於2008年推出。

## 遊戲故事
本作从劳拉对幼年发生在尼泊尔的一次飞机事故的回忆中开始。幸运的是劳拉和她的母亲并没有在此次事故中遇难，并找到了一处古迹，但是年幼的劳拉出于好奇，触发了古迹中的机关打开了一座时空之门，妈妈为了保护劳拉立刻上前拔出了插在机关中的剑，刹那间所有的一切都在劳拉的眼前消失了……时空门、剑，以及劳拉的母亲……
若干年后，劳拉来到了玻利维亚，寻找一座古代石坛。在那里她遇见了一名男子，在与他的交谈中，劳拉隐约感觉到，在飞机失事的那一天，在自己失去母亲的那一天，似乎隐藏了什么秘密……

## 关卡设置

### 冒險關卡
遊戲主角蘿拉會依次序，在以下關卡冒險
- 玻利维亚——蒂瓦纳科（Bolivia - Tiwanaku）
- 秘鲁——回到帕拉伊索（Peru - Return to Paraíso）
- 日本——会见高本（Japan - Meeting with Takamoto）
- 加纳（西非）——追踪詹姆斯·拉特兰（Ghana (West Africa) - Pursuing James Rutland）
- 哈萨克——卡本内克（Kazakhstan - Project Carbonek）
- 英格兰——亚瑟王之墓？（England - King Arthur's Tomb ?）
- 尼泊尔——加拉利之鑰（Nepal - The Ghalali Key）
- 重返玻利维亚——镜子（Bolivia Redux - The Looking Glass）

### 訓練關卡
- 克劳馥庄园（Croft Manor）

## 登場人物
- 蘿拉·卡芙特（Lara Croft）
遊戲主角，是個冒險家，同時也是探訪古墓與遺蹟的考古學家，著迷於發掘古老偉大文明的秘密。同時她也是個一流的運動選手，擁有良好家室背景的伯爵，並精通十二種語言。
- 理察‧卡芙特（Richard Croft）
蘿拉的父親，亞平頓第十代伯爵。在母親消失後陪伴蘿拉長大，並帶她遊遍世界各地進行考古。
- 奇普（Zip）
蘿拉的電腦工程師，同時也是科技專家。蘿拉藉由藍芽耳機與他取得聯繫，在她面對各種電子設備時能即時提供大量的資訊與參考對策，並也能作為一個即時線上知識與資料庫。在空閒時，他也順便修修電器，或開發一些新的電子設提供蘿拉工作時使用。除了是個超級電腦駭客，他也兼任蘿拉的廚師。
- 溫士頓·史密斯（Winston Smith）
蘿拉的管家。史密斯家族與卡芙特家族是世交，當他從軍隊光榮退伍後，便跟他的父親一樣擔任蘿拉的管家。當他的妻子去世之後他便搬進卡芙特宅邸。他掌管蘿拉所有生活所需，並對蘿拉不同於常的生活習慣與職業提供幫助，這已經超出一般的管家所做的。他也從不對蘿拉失望，他對於蘿拉、他的雙親與卡芙特宅邸的忠誠是無庸置疑的。
- 安娜亞‧伊瑪努（Anaya Imanu）
是個在南美為貧窮地區工作的民間工程師，蘿拉大學時代的好友，在帕拉伊索發生慘劇時與蘿拉一起。
- 艾曼達‧埃弗特（Amanda Evert）
蘿拉大學時期的死黨，畢業於人類社會學系，著迷於玄學與神秘主義。她夢想著重新發掘過去的神秘知識，那些科學時代看不見而捨棄的知識。她希望能夠將這些遺忘的真理教導給其他人，啟蒙他們的靈魂。可是無論這理想多麼遠大，還是被一場發生在秘魯的恐怖事件打斷了，在那她與其他數十具遺體長眠的遺蹟中。
- 詹姆·羅特蘭（James W. Rutland Jr）
本作中是蘿拉的對手。這個名字代表著美國特權階級已經有十年的時間了。他僅有的功績是在西點軍校待到畢業，學到了自我訓練與尋找有用的力量；現在他在軍隊中很吃得開。除了他在軍校的時間，他從不知道什麼叫放棄。
- 艾力斯特·福萊伽（Alister Fletcher）
蘿拉的研究助理，同時也是詳細得驚人的歷史資料庫。他的研究範圍包括各個圖書館與博物館，解釋那些已經發現的事物，正相對於蘿拉是去發現新的事物。他已經在牛津念了十五年的博士，到現在還沒取得學位，因為他深信萬物之間都有關連，這點讓他無法為他的論文畫上句點。
- 高本章吾（Shogo Takamoto）
高本是近年來崛起的日本黑道，現在已經成為極道組頭。他喜愛古代的武器，並且成為高級黑市的主持者，許多可憐的蒐藏家跟冒險者被他幾可亂真的稀有古董贗品所騙，同時他也仗著極道的勢力保護著自己，但是因曾在地下遺蹟中與蘿拉搶奪古物的過程中敗退，而與她有著過節。
- 西村徹（Toru Nishimura）
一個有錢的日本人，他掌管著了六家電視台，他發行的報紙遍佈日本南部。他從一名新聞記者迅速地爬升到這個位階，現在仍享受著那樣的工作，所以並不像一般的財團大亨被事業壓的透不過氣來。後來一項調查指向一名貪污的政府官員、一座無價的雕像、和一位年輕考古學家，當他發現這座雕像的價值遠超過其外表的時候，蘿拉這位考古學家救了他一命。之後他們便成為朋友。

## 遊戲版本
此作品是首套同时推出PSP、Xbox、Xbox 360、GameCube及NDS遊戲機版本的作品。
Xbox版本的遊戲是沒有開場片段的，原因是Xbox版本遊戲開發小組在提交微軟品質保證小組作測試時，忘記加入開場片段，當開發小組發現這個問題並作出修正後，微軟方面要求再作測試。由於時間緊迫，以及成本增加，Eidos方面選擇不在Xbox版本中提供開場片段，而且此片段並沒有任何故事元素。
遊戲使用DVD-ROM作儲存媒體，並使用了SecuROM 7防拷保護技術。

## 外部連結
- 官方网站